# Dălgopol
Dălgopol (bulharsky Дългопол) je město ležící ve východním Bulharsku. Je správním střediskem stejnojmenné obštiny a žije v něm přibližně 4 600 obyvatel.

## Zeměpis
Dălgopol se nachází v nejvýchodnějším cípu Předbalkánu, na rozhraní mezi Starou planinou a Dolnodunajskou nížinou.
Jižně od obce protéká řeka Goljama Kamčija. Klima je mírně kontinentální s mírnými zimami, vlhkým jarem, suchým létem a proměnlivým podzimem.

## Historie
Okolí města bylo osídleno již v neolitu, chalkolitu a době bronzové, což dokládají četné nálezy pracovních nástrojů a mohyl. Osídlení ze starověku je doloženo nálezem pozdně antického jednolodního kostela s dochovanými fragmenty fresek na jihozápadě města. Pravděpodobně od té doby bylo místo trvale osídleno, nicméně písemně je doloženo až z osmanského období pod názvem Eni Köy. Po osvobození byl název pozměněn na Novo Selo, což je překlad z turečtiny do bulharštiny. V roce 1934 byla ves přejmenována na současný název a v roce 1964 byla obec prohlášena za sídlo městského typu; status města byl přidělen v roce 1969.

## Obyvatelstvo
Níže uvedená tabulka ukazuje vývoj populace města od třicátých let (1934–2021):
| Rok      | 1934  | 1946  | 1956  | 1965  | 1975  | 1985  | 1992  | 2001  | 2011  | 2021  |
| Populace | 3 695 | 4 503 | 5 204 | 5 013 | 5 390 | 5 314 | 5 304 | 5 394 | 4 888 | 4 296 |

K 15. březnu 2025 ve městě žilo 4 560 obyvatel a bylo zde trvale hlášeno 4 840 obyvatel. Podle sčítání z 1. února 2011 bylo národnostní složení následující:
- Bulhaři: 3 308 (92.2 %)
- Romové: 129 (3.6 %)
- Turci: 120 (3.3 %)
- ostatní[p 2]: 30 (0.8 %)

## Galerie

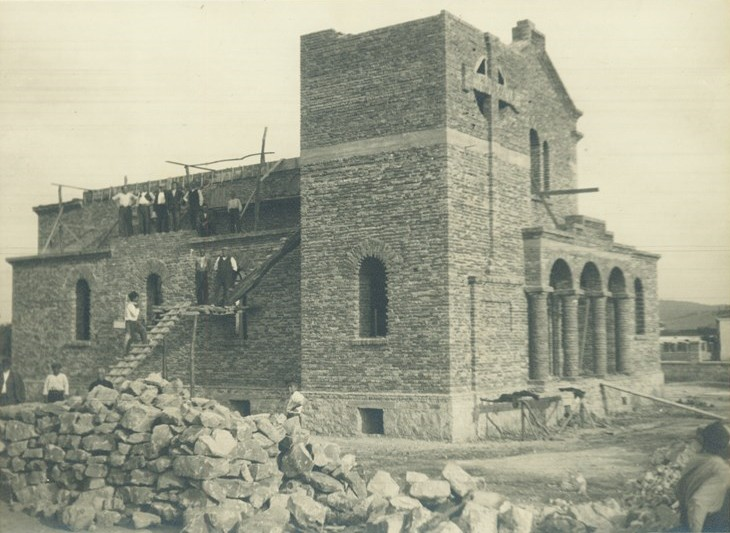
Stavba kostela prováděná v r. 1933 mistrem Kostou Milanovem Petrovem (1904–1989)
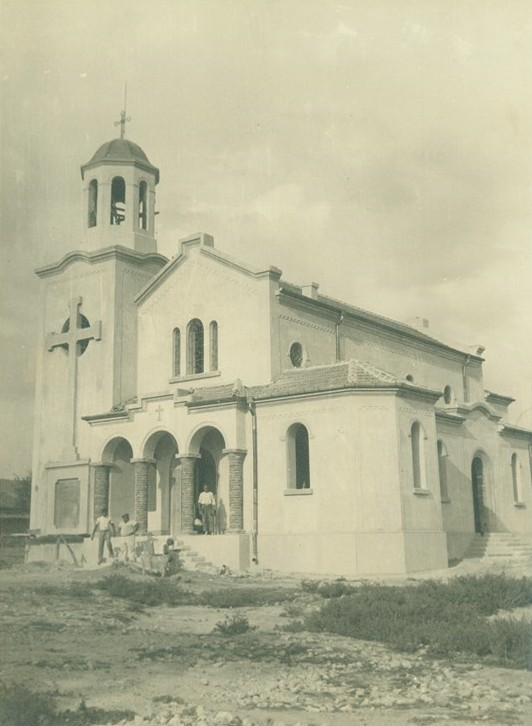
Dokončený kostel v r. 1933
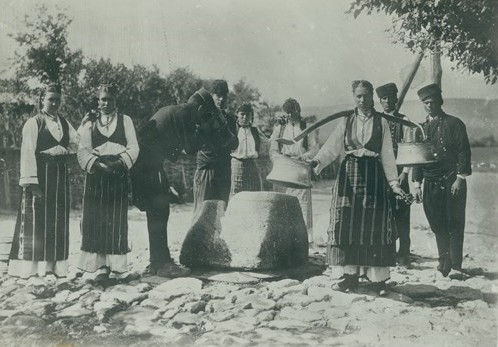
Mladí muži a ženy v krojích kolem studny ve vesnici Novo Selo (datum neznámé)
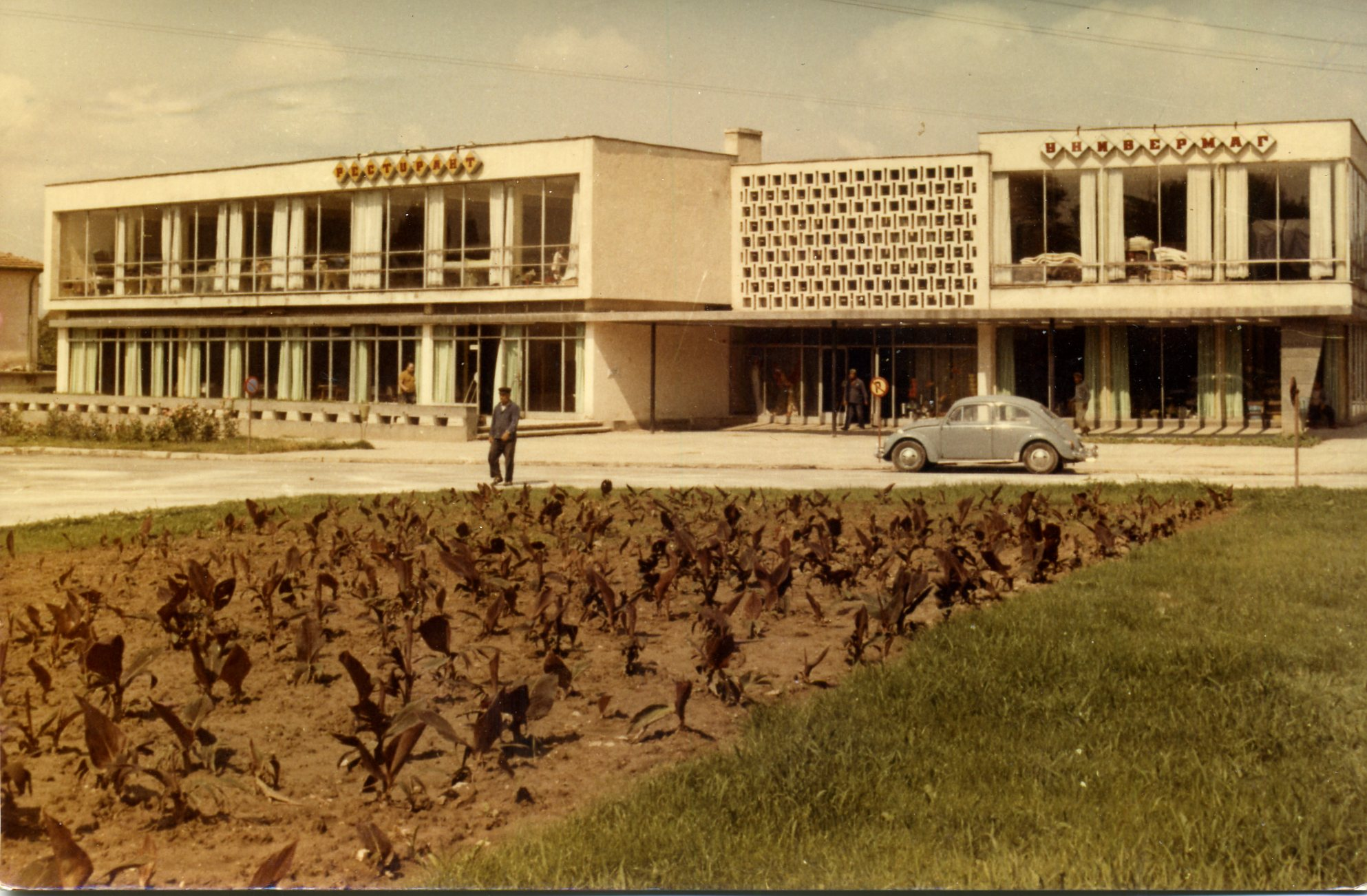
Místní nákupní středisko v r. 1969